# SS Col. James M. Schoonmaker
Le Col. James M. Schoonmaker, anciennement Willis B. Boyer, est un cargo lacustre qui a servi de navire commercial sur les Grands Lacs pendant une grande partie du XXe siècle. Nommé en l'honneur du récipiendaire de la Medal of Honor James Martinus Schoonmaker (en), il est actuellement un navire-musée à Toledo dans l'Ohio, exposé au Musée national des Grands Lacs.

## Historique

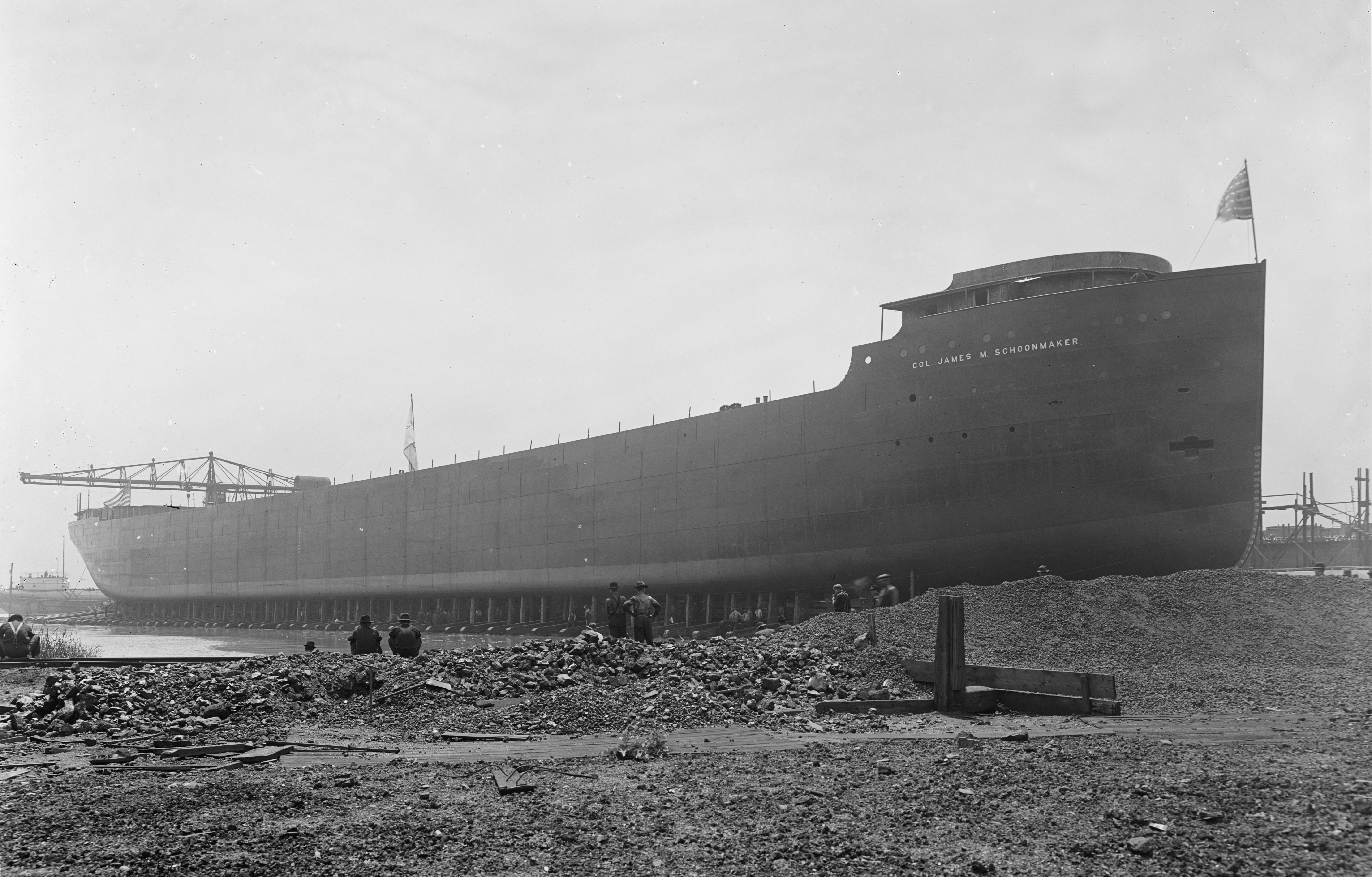
Colonel James M. Schoonmaker avant le lancement en 1911

Le bateau à vapeur Col. James M. Schoonmaker a vu le jour le 1er juillet 1911 aux Great Lakes Engineering Works (en) à Ecorse dans le Michigan. Au moment de sa mise à l'eau il prit le titre de Queen of the Lakes (en) qui est donné au plus gros navire sur les Grands Lacs. Il est d'abord devenu le fleuron de la Shenango Furnace Company . il a battu de nombreux records de fret pour le minerai de fer, les céréales et le charbon au cours de sa première année. Il était propulsé par une machine à vapeur à triple expansion qui a été remplacée par une turbine à vapeur en 1955. Il a navigué dans le cadre de la flotte Shenango jusqu'en 1969, date à laquelle il a été vendu à l' Interlake Steamship Company qui a affrété le Col James M. Schoonmaker à la Republic Steel Corporation. Après une charte de trois ans à cette société, Interlake a décidé de la vendre à la Cleveland-Cliffs Iron Co. (en), qui a renommé le navire Willis B. Boyer en l'honneur du président de la société. Ils ont exploité le vraquier pendant 7 ans dans le commerce du fer jusqu'à ce qu'il soit désarmé en 1980 en raison d'un ralentissement de l'industrie sidérurgique.

## Préservation

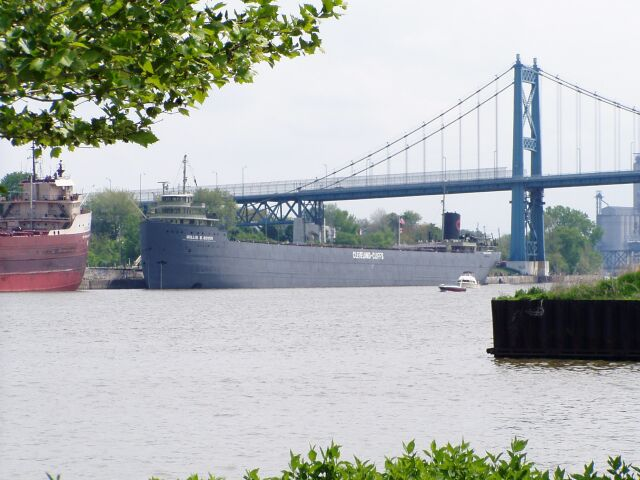
Col James M. Schoonmaker en 2006, lorsqu'il s'appelait Willis B. Boyer

7 ans plus tard, la ville de Toledo a décidé d'acheter  Willis B. Boyer pour l'utiliser comme musée. Le navire a été la pièce maîtresse du Parc International de la ville pendant plusieurs décennies avant d'être rebaptisé sous son nom d'origine, Col. James M. Schoonmaker et d'être déplacé une dernière fois sur le site du Musée national des Grands Lacs sur les rives du la rivière Maumee à Toledo.
Le 17 décembre 2009, le conseil d'administration de l'autorité portuaire du comté de Lucas a autorisé un protocole d'accord avec la Great Lakes Historical Society de Vermilion, pour la création du Musée national des Grands Lacs au Toledo Maritime Center.
Willis B. Boyer a été repeint aux couleurs de la flotte Shenango Furnace et, le 1er juillet 2011, rebaptisé sous son nom d'origine. En octobre 2012, le Col. James M. Schoonmaker a été remorqué en aval jusqu'à son nouveau poste d'amarrage à côté du musée. Le musée a ouvert ses portes au printemps 2014.